# Bataille de La Victoria
Campagne des vallées d'Aragua et du Tuy
(Guerre d'indépendance du Venezuela)
Batailles
m
- Santa Catalina (es)
- Mosquiteros (es)
- San Marcos (es)
- La Puerta (1re) (es)
- La Victoria
- Charallave
- San Mateo (es)
- Ocumare del Tuy (es)
- Bocachica (es)
- Magdaleno
- Yuma
- Güigüe
- La Puerta (2e)
- Valencia

La bataille de la Victoria a eu lieu le 12 février 1814, lors de la Guerre d'indépendance du Venezuela, lorsque les forces royalistes sous le commandement de José Tomás Boves ont essayé prendre la ville de La Victoria, défendue par les indépendantistes conduits par José Félix Ribas.

## Déroulement
La bataille se déroule le 12 février 1814. Devant la pénurie de troupes régulières, Ribas doit armer quelque mille étudiants des écoles et séminaires de la ville et des autres localités voisines, dont 85 étudiants du Séminaire de Sainte Rose de Lima de Caracas. Avant d'engager le combat, le général Ribas harangue les adolescents qui l'accompagnent, en terminant par ces mots : 

« (es) Soldados: Lo que tanto hemos deseado se realizará hoy: he ahí a Boves. Cinco veces mayor es el ejército que trae a combatirnos; pero aún me parece escaso para disputarnos la victoria. Defendéis del furor de los tiranos la vida de vuestros hijos, el honor de vuestras esposas, el suelo de la patria; mostrales vuestra omnipotencia. En esta jornada que será memorable, ni aun podemos optar entre vencer o morir: ¡necesario es vencer! ¡Viva la República! »

La bataille commence à 7 heures du matin et a duré toute la journée dans les rues de la ville. Les troupes républicaines opposent une impressionnante résistance à l'avancée des troupes royalistes, alors sous le commandement de Francisco Tomás Moraux. Le soir, la bataille n'est pas encore décidée entre les deux factions. Alors que la bataille fait rage, les patriotes reçoivent un renfort de 220 soldats de cavalerie commandées par Vicente Champ Elías, originaire de San Mateo, qui brise le siège royaliste. Quelques heures après, Morales et ses hommes se retirent du combat, poursuivis par les cavaliers républicains. Au terme de cette bataille, la tentative royaliste de couper les communications entre Caracas et Valence échoue.

## Conséquences
Bolívar, lorsqu'il apprend la victoire, accorde à Ribas le titre de « Vainqueur des tyrans ».
Le 12 février 1947, l'Assemblée constituante nomme par décret l'anniversaire de la bataille comme le Jour de la Jeunesse, en honneur aux jeunes qu'ils ont remporté cette importante victoire. Sur la place principale de La Victoria, aujourd'hui « appelée place José Félix Ribas », un monument, sculpté par Eloy Palais, est inauguré en 1895. Il représente Ribas donnant à quelques jeunes des indications sur la manipulation d'un fusil.